# Municipio de Leacock
El municipio de Leacock (en inglés: Leacock Township) es un municipio ubicado en el condado de Lancaster en el estado estadounidense de Pensilvania. En el año 2000 tenía una población de 4.878 habitantes y una densidad poblacional de 91.1 personas por km².

## Geografía
El municipio de Leacock se encuentra ubicado en las coordenadas 40°03′00″N 76°07′59″O / 40.05000, -76.13306.

## Demografía
Según la Oficina del Censo en 2000 los ingresos medios por hogar en la localidad eran de $36,887 y los ingresos medios por familia eran de $41,639. Los hombres tenían unos ingresos medios de $30,725 frente a los $22,917 para las mujeres. La renta per cápita de la localidad era de $12,848. Alrededor del 15,4% de la población estaba por debajo del umbral de pobreza.